# Macintosh IIx
Le Macintosh IIx a été lancé en septembre 1988 par Apple. Haut de la gamme Macintosh, il est une évolution du Macintosh II, dont il reprend le boîtier et l'évolutivité (avec 6 slots NuBus et 8 emplacements mémoire notamment). Il était le premier Macintosh à embarquer un processeur Motorola 68030. Il fut commercialisé à 7 769 $. Le troisième et dernier Macintosh à reprendre le même boîtier sera le Macintosh IIfx.

## Caractéristiques
Le Macintosh IIx dispose d’un processeur Motorola 68030 cadencé à 16 MHz et de 1 Mo de RAM (extensible jusqu’à 32 Mo). Il peut supporter une résolution maximale de 1280x1024 pixels. Il peut être mis à jour jusqu’au Système 7.5.5.